# (13868) Catalonia
(13868) Catalonia est un astéroïde de la ceinture principale.

## Description
(13868) Catalonia est un astéroïde de la ceinture principale. Il fut découvert le 29 décembre 1999 à Piera par Joan Guarro i Fló. Il présente une orbite caractérisée par un demi-grand axe de 2,56 UA, une excentricité de 0,12 et une inclinaison de 4,2° par rapport à l'écliptique.

## Compléments